# Metilamină
Metilamina (IUPAC: metanamină) este un compus organic cu formula chimică CH3-NH2. Este un derivat al amoniacului în care un atom de hidrogen este substituit de un rest metil. Este cea mai simplă amină primară alifatică. Prezintă un miros neplăcut, similar cu cel de pește. Este un compus forate important în sinteza organică, fiind folosit pentru obținerea multor compuși utilizați.

## Obținere

### La nivel industrial
Metilamina este obținută la nivel industrial în urma reacției dintre amoniac și metanol, aceasta desfășurându-se în prezență de aluminosilicat pe post de catalizator. Din reacție se obțin ca produși secundari dimetilamină și trimetilamină, iar raporturile cantitative dintre reactanți și cinetica reacției determină rapoartele dintre cei trei produși. În acest caz, cinetica reacției favorizează formarea trimetilaminei ca produs principal de reacție:
{\displaystyle {\ce {CH3OH + NH3 -> CH3NH2 + H2O}}}
{\displaystyle {\ce {2CH3OH + NH3 -> (CH3)2NH + 2H2O}}}
{\displaystyle {\ce {3CH3OH + NH3 -> (CH3)3N + 3 H2O}}}
Se estimează că în anul 2005 aproximativ 115.000 de tone de metilamină au fost produse prin această metodă.

### În laborator
Metilamina a fost preparată pentru prima dată în anul 1849 de către Charles Adolphe Wurtz printr-o reacție de hidroliză a izocianatului de metil. Un alt exemplu este o reacție de transpoziție Hofmann a acetamidei în prezență de brom gazos:
În laborator, există mai multe metode simple de preparare a clorhidratului de metilamină. Una dintre acestea presupune reacția dintre formaldehidă și clorură de amoniu, prin intermediar iminic:
{\displaystyle {\ce {NH4Cl + H2CO -> [CH2=NH2]Cl + H2O}}}
{\displaystyle {\ce {[CH2=NH2]Cl + H2CO + H2O -> [CH3NH3]Cl + HCO2H}}}
Sarea poate fi convertită la amină prin tratarea sa cu o bază tare, precum este hidroxidul de sodiu:
{\displaystyle {\ce {[CH3NH3]Cl + NaOH -> CH3NH2 + NaCl + H2O}}}
O altă metodă presupune reducerea nitrometanului cu zinc și acid clorhidric:
{\displaystyle {\ce {CH3NO2 + 3H2 -> CH3NH2 + 2H2O}}}

## Proprietăți

### Chimice
Metilamina este un agent nuceofil bun și prezintă un caracter bazic slab. Poate da multe reacții: cu fosgen formează izocianat de metil, cu sulfură de carbon și hidroxid de sodiu formează metilditiocarbamat sodic, cu cloroform și o bază formează izocianură de metil și cu oxid de etilenă formează metiletanolamine. Metilamina lichidă este un solvent cu proprietăți similare cu cele ale amoniacului lichid.
În industria farmaceutică, este implicată în sinteza de efedrină și teofilină. Este utilizată pentru obținerea unor pesticide și a unor solvenți, precum N-metilformamida și N-metil-2-pirolidona.

## Biochimie
Metilamina este un produs al putrefacției și este un substrat pentru metanogeneză. Mai mult, este produsul de demetilare al argininei.